# Oscar Tuazon
Oscar Tuazon est un artiste américain, né à Seattle en 1975. 
Il vit et travaille à Los Angeles. Son travail mêle sculpture, architecture, habitat précaire et ruines et renvoie à des concepts issus du land art et aux principes du minimalisme.

## Biographie
Oscar Tuazon est né en 1975. Ses parents sont relieurs et tiennent un atelier, Watermark. Oscar se familiarise avec ce métier. Son frère cadet, Elias Hansen, devient également artiste, et se consacre à la sculpture.
Il entre à l'âge de 20 ans au Cooper Union for the Advancement of Science and Art. En 2002 et 2003, il y étudie l'architecture tout en participant parallèlement à l'Independante Study Program du Whitney Museum of American Art de 2001 à 2003.
Professionnellement, il rejoint le Studio Acconci de Vito Acconci.
Il s'installe à Paris en 2007, où il cofonde castillo/corrales, un espace collaboratif et collectif composé d'artistes, commissaires d'exposition, écrivains et critiques, parmi lesquels certains ont collaboré au Metronome de Clémentine Deliss.
À partir de cette année, il participe régulièrement dans des expositions d'art contemporain, en commençant par le Palais de Tokyo lors de Where I lived and what I lived for.
Au niveau du travail collaboratif, il organise en marge d'un festival un workshop à l'école des Beaux-Arts de Bordeaux. En 2011, lors de la Biennale de Venise, il crée le pavillon alternatif "The Trees" dans le but d'accueillir le travail d'autres artistes, notamment Asier Mendizabal, artiste basque.
La même année, le photographe et couturier français Hedi Slimane consacre une exposition de groupe aux artistes californiens, Fragments Americana, où Oscar Tuazon est invité.

## Description
Les installations d'Oscar Tuazon utilisent comme matériau le bois (poutres, troncs d'arbre), le béton, de l'acier ; il utilise également le verre.
Elles s'intègrent au lieu d'exposition. Ainsi, lors de l'exposition Kodiak à Seattle en 2008, un arbre traverse la pièce d'exposition.

## Réception
Son travail est décrit comme des œuvres massives et imposantes, mais restant de l'art éphémère.
Un journaliste du Monde compare son travail à celui de Bruce Nauman.
Un article du New York Times qualifie son travail d'atmosphérique.

## Ouvrages
Oscar Tuazon écrit également des essais. En 2007, il publie Un-house – The Architecture of Dwelling Portably, relatant ses expériences avec des nomades vivant dans les forêts d'Oregon.

## Expositions
2007
- Where I lived and what I lived for, Palais de Tokyo, Paris
- I'd rather be gone, Standard, Oslo
- Oscar Tuazon / Mike Freeman, castillo/corrales Gallery, Paris
- Voluntary Non vulnerable (avec Eli Hansen), Bodgers and Kludgers, Vancouver

2008
- Kodiak (with Eli Hansen), Seattle Art Museum, Seattle
- Dirty Work, Jonathan Viner, Londres
- This World’s Just Not Real To Me (avec Eli Hansen), Howard House, Seattle

2009
- Bend It Till It Breaks, Centre international d'art et du paysage de Vassivière (France)
- Against Nature, Künstlerhaus, Stuttgart, Germany- Ass To Mouth, Balice Hertling, Paris
- Another Nameless Venture Gone Wrong, Haugar Vestfold Kunstmuseum, Tønsberg (Norvège)

2010
- Sex Booze Weed Speed, (avec Gardar Eide Einarsson), Rat Hole Gallery, Tokyo
- My Mistake, ICA, Institute of Contemporary Art, Londres
- My Flesh to Your Bare Bones (avec Vito Acconci), Maccarone, New York
- One of My Best Comes, Parc St Léger - Centre d'Art Contemporain, Pougues-les-Eaux (France)

2011
- Die, The Power Station, Aldon Pinnell, Dallas
- STEEL, PRESSURE-TREATED WOOD, OAK POST, OFFICE CHAIR, INDUCTION STOVETOP, ALUMINUM, Standard, Oslo
- America is my Woman, Maccarone, New York

2012
- Shaman/Showman (avec Karl Holmqvist), Galerie Chantal Crousel, Paris
- Scott Burton, Fondazione Giuliani, Rome
- Manual Labor, Galerie Eva Presenhuber, Zurich
- Action, Jonathan Viner, Londres

2013
- Sensory Spaces 1, Musée Boijmans Van Beuningen, Rotterdam
- Spasms of Misuse, Schinkel Pavillon, Berlin

2014
- I never learn, Standard, Oslo
- Alone in an empty room, Ludwig Museum, Cologne
- A home, Galerie Eva Presenhuber, Zurich

2018
- Participation à l'exposition de Jay DeFeo : The Ripple Effect, Le Consortium, France, Dijon[8]

2021
- L'école de l'eau, Galerie Chantal Crousel, Paris[9]

## Prix
Nomination au Prix fondation d'entreprise Ricard en 2009.